# Cavallino-Treporti
Cavallino-Treporti ist eine italienische Gemeinde (comune) mit 13.266 Einwohnern (Stand 31. Dezember 2023) in der Metropolitanstadt Venedig, Region Venetien.

## Geographie
Die Streugemeinde liegt auf einer Landzunge zwischen der Lagune von Venedig und der Adria. An der Adriaseite befindet sich ein etwa 12 Kilometer langer Sandstrand mit zahlreichen Campingplätzen und Ferienanlagen. Die Gemeinde besteht aus den Fraktionen Cavallino, Treporti, Ca’ Savio, Ca’ Ballarin, Lio Piccolo, Punta Sabbioni, Saccagnana, Ca’ di Valle, Ca’ Pasquali, Ca’ Vio und Mesole.

## Geschichte
Die Fraktionen der Streugemeinde Cavallino-Treporti waren bis 1999 Stadtteile von Venedig und wurden am 2. April 1999 ausgemeindet und zur Gemeinde Cavallino-Treporti zusammengeschlossen.

## Verkehr
Die Straßenbrücke über den Fluss Sile ist die einzige Landverbindung zum übrigen Festland und führt in die Nachbargemeinde Jesolo.
Punta Sabbioni, ein Punkt am westlichen Ende der Halbinsel, ist an das Wasserbus-System der Vaporetti in Venedig angeschlossen. Die Linie 14 führt zum Lido, von wo aus die Schiffe der Linie 1 durch den Canal Grande fahren. Die Linie 12 hingegen hat einen längeren Weg und erschließt zahlreiche Inseln in der Lagune, ihr Endpunkt liegt am östlichen Rand von Venedig. Auf dem Landweg fahren lokale Busse vom Punta Sabbioni zum Busbahnhof von Jesolo. Eine weitere Vaporetto-Station in der Gemeinde ist Treporti, sie befindet sich in abgelegener Lage am Yachthafen Marina Fiorita.
Die nächstgelegenen Bahnhöfe sind auf dem Landweg San Donà di Piave-Jesolo in San Donà di Piave und der mittels Vaporetti auf dem Wasserweg erreichbare Venezia Santa Lucia in Venedig. Der nächste internationale Flughafen ist Venedig Marco Polo.

## Politik
Bürgermeisterin (Sindaco) von Cavallino-Treporti ist Roberta Nesto.

## Galerie

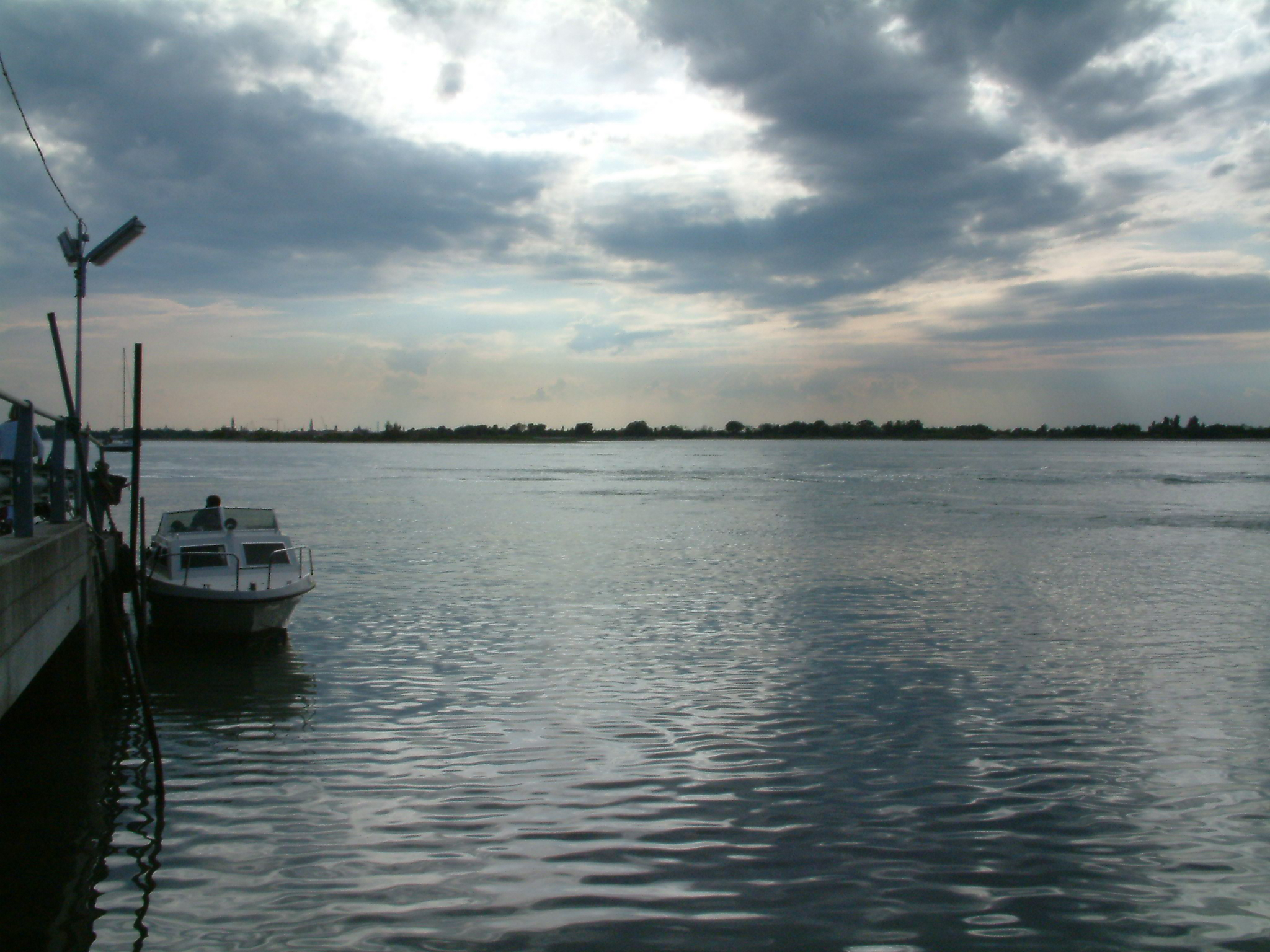
Der Hafen von Punta Sabbioni
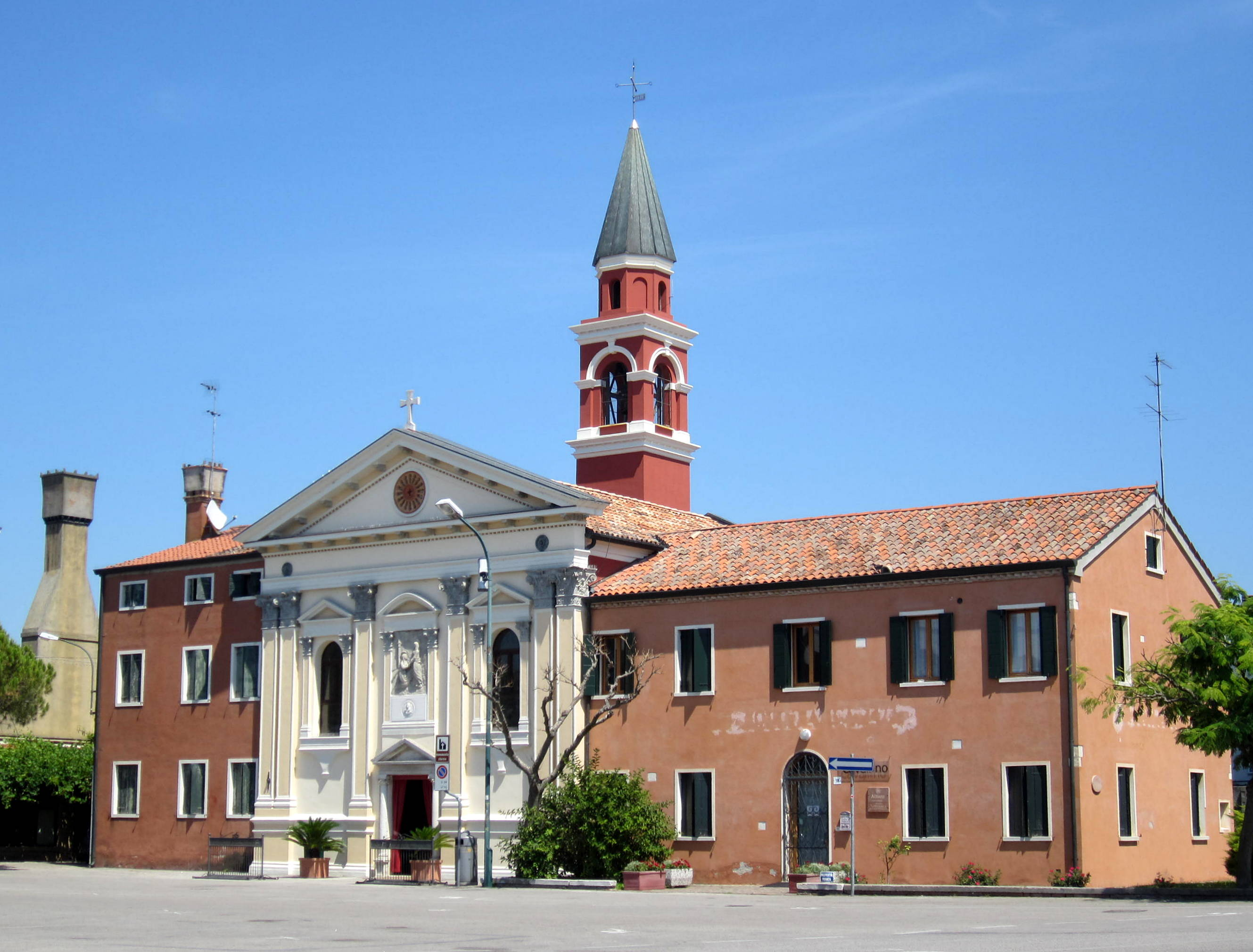
Die Kirche Santa Maria Elisabetta
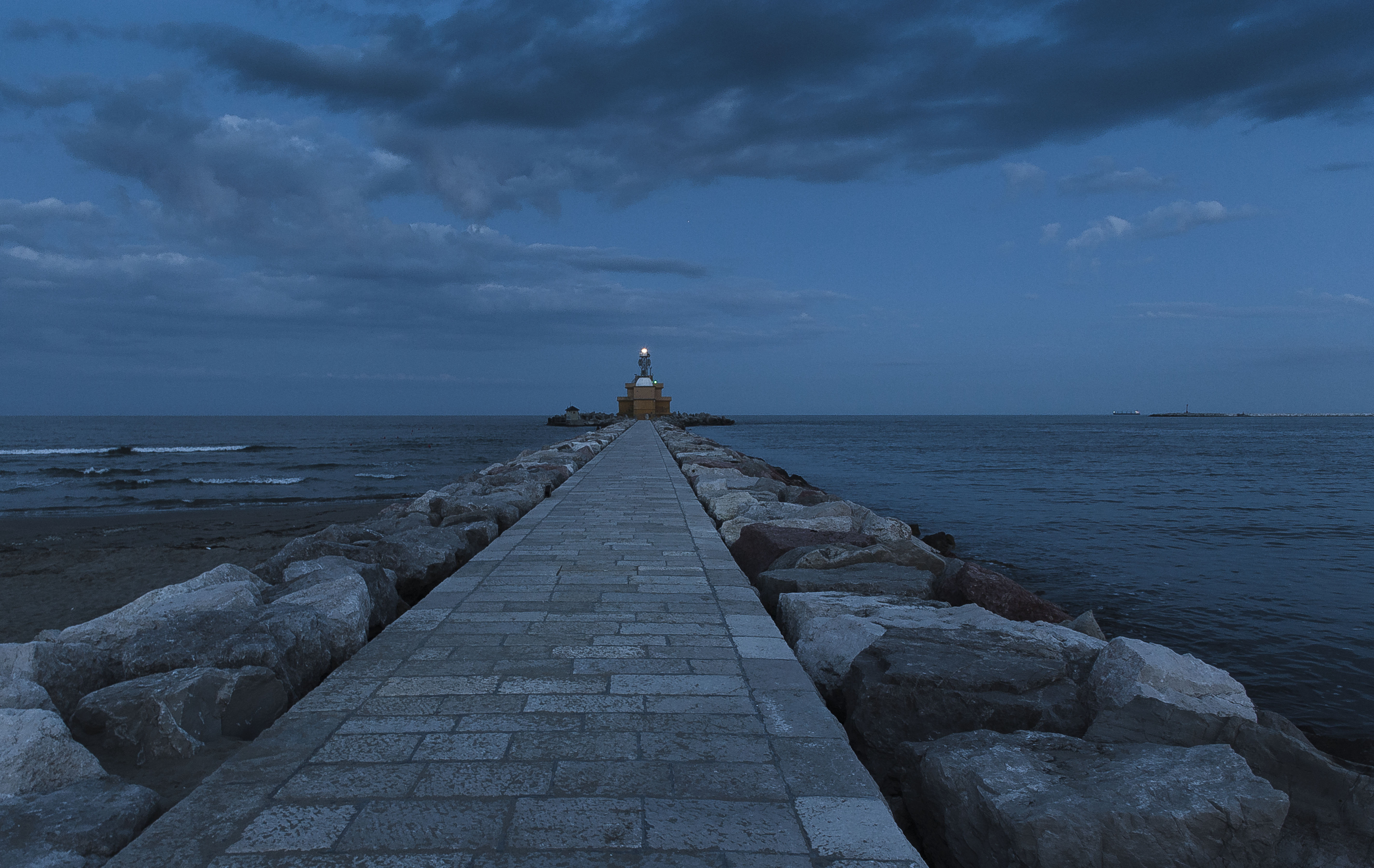
Leuchtturm von Punta Sabbioni
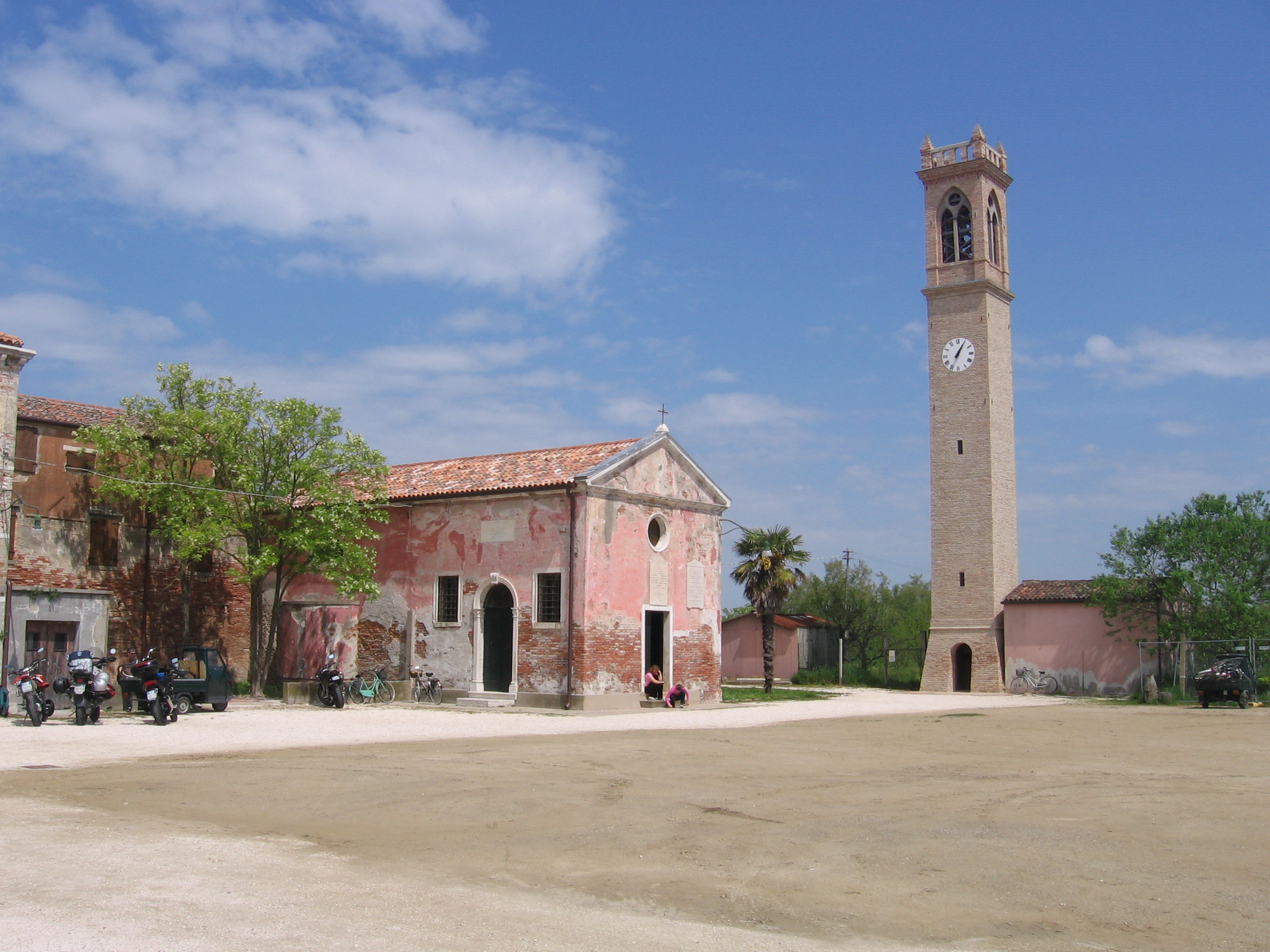
Lio Piccolo

## Persönlichkeiten
- Guido Santin (1911–2008), Ruderer
- Almiro Bergamo (1912–1994), Ruderer